# Кремля
Кремля — річка в Україні, в межах Шосткинського району Сумської області. Права притока Івотки (басейн Дніпра).

## Опис
Довжина річки 12 км, похил річки — 3,4 м/км. Площа басейну 61,0 км². Бере початок між селами Палащенкове, Романькове, Довжик. Тече переважно на південний захід. Впадає до Івотки на південь від селища Неплюєве.
На річці розташовані села і селища: Палащенкове, Романькове, Дорошівка, Неплюєве (Ямпільський район).
Екосистема верхів'я річки охороняється у гідрологічному заказнику місцевого значення Дорошівський.